# Ковальов Сергій Микитович
Сергій Микитович Ковальов (рос. Сергей Никитич Ковалёв) (1919–2011) — радянський конструктор українського походження, генеральний конструктор радянський підводних човнів атомних з ракетами балістичними (ПЧАРБ), ракетних пускових комплексів стратегічного призначення (РПКСП).

## Біографія
Сергій Микитович Ковальов, українець, народився 15 серпня 1919 року в Петрограді. Батько — Микита Назарович Ковальов родом з Тамбова, закінчив офіцерські курси і не бувши дворянином отримав офіцерське звання старшого лейтенанта. Служив мінером-електриком і штурманом, плавав на міноносцях. Після революції служив на флоті Радянської Росії. Вийшовши у відставку у 1924 році викладав в Річному технікумі, військово-морській школі і в пункті перепідготовки комскладу ВМФ, з 1951 року в кораблебудівному інституті.
Мати — Анастасія Іванівна народилася біля Полтави, на хуторі Костюки, дочка морського офіцера, котрий починав службу на флоті матросом.
В юності Сергій Микитович, разом з своїм приятелем, побудували свій перший човен — байдарку використовуючи креслення з популярної брошури «Як самому зробити розбірну байдарку».
Закінчивши школу навчався в Ленінградському кораблебудівному інституті у 1937—1942 роках. Закінчував навчання в евакуації в Миколаївському кораблебудівному інституті, (також евакуйованому) диплом котрого і отримав.
В 1943 році був направлений на роботу в Центральне конструкторське бюро № 18 (нині Центральне конструкторське бюро морської техніки «Рубін»)
У 1948 переведений на посаду помічника головного конструктора.
З 1954 стає головним конструктором парогазотурбінного човна проекту 617.
З 1958 Головний (Генеральний) конструктор атомних підводних човнів (крейсерів) стратегічного призначення, проектів 658, 667А, 667Б, 667БД, 667БДР, 667БДРМ і 941.
Бувши генеральним конструктором Сергій Ковалів постійно брав участь у випробовуванні спроектованих ним підводних човнів, брав участь у морських походах. Останній похід на підводному човні був у нього у 89-ти річному віці.
За його проектами було побудовано 92 підводні човни, з котрих 73 на Сєвмаші.
Помер на 92-му році свого життя. Панахида відбулася в Миколаївському соборі Санкт-Петербурга. Похований на Красненькому кладовищі.

## Пам'ять
- С. М. Ковальов є почесним громадянином м. Сєвєродвінська
- 1985, на Алеї Героїв в Санкт-Петербурзі встановлений бюст С. М. Коваліва (скульптор А. М. Ігнатьєв, архітектор В. І. Ковалева).
- 2011, набережній Сєвмашу в Сєвєродвінську присвоєно ім'я С. М. Ковальова.
- 2011, у Сєвєродвінську на Сєвмаші будується транспорт озброєння «Сергій Ковальов»